# اتان جانستون
اتان جانستون (انگلیسی: Ethan Johnston؛ زادهٔ ۱۳ ژوئن ۲۰۰۲) بازیکن فوتبال اهل بریتانیا است.